# البهائية في بنما

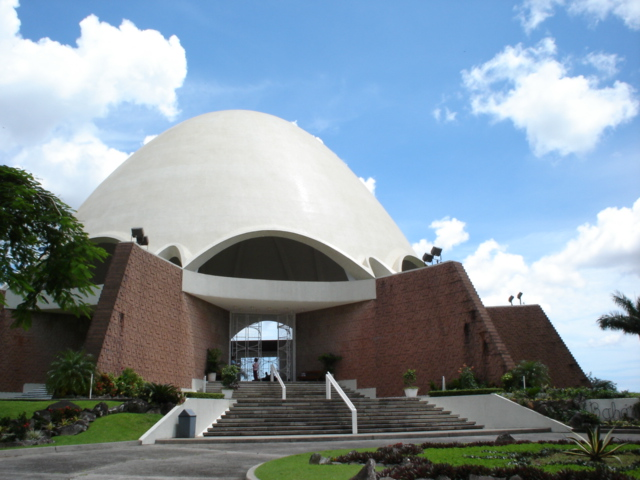
بيت العبادة البهائي، مدينة بنما، بنما

يبدأ تاريخ الدين البهائي في بنما بذكر عبد البهاء، رئيس الدين البهائي آنذاك، في كتاب "ألواح الخطة الإلهية"، الذي نُشر عام 1919؛ وفي نفس العام، قامت مارثا روت برحلة حول أمريكا الجنوبية وشملت بنما في رحلة العودة على طول الساحل الغربي. بدأ الرواد الأوائل في الاستقرار في بنما في عام 1940. انتخبت أول جمعية روحية محلية للبهائيين في بنما، في مدينة بنما، في عام 1946، وانتخبت الجمعية الروحية الوطنية لأول مرة في عام 1961. أنشأ البهائيون في بنما دار عبادة بهائية في عام 1972. في عام 1983 ومرة أخرى في عام 1992، تم إنتاج بعض الطوابع التذكارية في بنما بينما حول المجتمع اهتماماته إلى منطقتي سان ميغيلتو وتشيريكي في بنما مع المدارس ومحطة إذاعية. قدرت جمعية أرشيفات بيانات الأديان عدد البهائيين في عام 2005 بنحو 41 ألفًا في حين قدر مصدر آخر العدد بنحو 60 ألفًا.

## الإشارة في ألواح عبد البهاء للخطة الإلهية
كتب عبد البهاء، ابن مؤسس الدين، سلسلة من الرسائل، أو الألواح، إلى أتباع الدين في الولايات المتحدة في عامي 1916 و1917؛ وقد تم تجميع هذه الرسائل معًا في كتاب ألواح الخطة الإلهية. كانت اللوحة السادسة هي الأولى التي تذكر مناطق أمريكا اللاتينية، وقد كتبت في 8 أبريل/نيسان 1916، ولكن تأخر تقديمها في الولايات المتحدة حتى عام 1919 ـ بعد نهاية الحرب العالمية الأولى ووباء الإنفلونزا الإسبانية. تمت ترجمة اللوح السادس وتقديمه من قبل ميرزا أحمد سهراب في 4 أبريل 1919، ونشر في مجلة نجم الغرب في 12 ديسمبر 1919. وبعد أن ذكر ضرورة زيارة رسالة الدين إلى بلدان أمريكا اللاتينية، تابع عبد البهاء:
كل البلدان المذكورة أعلاه لها أهمية خاصة، ولكن جمهورية بنما بشكل خاص، حيث يلتقي المحيط الأطلسي والمحيط الهادئ من خلال قناة بنما. إنها مركز للسفر والمرور من أمريكا إلى قارات العالم الأخرى، وفي المستقبل سوف تكتسب أهمية كبيرة.
كانت أول رحلة لمارثا روت من يوليو إلى نوفمبر 1919، وشملت بنما في رحلة العودة على طول الساحل الغربي لأمريكا الجنوبية.
وبعد صدور الألواح وفي وقت وفاة عبد البهاء عام 1921، بدأ عدد قليل من البهائيين الآخرين في الانتقال إلى أمريكا اللاتينية أو زيارتها على الأقل.

## المرحلة المبكرة
كتب شوقي أفندي، رئيس الدين بعد وفاة عبد البهاء، برقية في الأول من مايو عام 1936 إلى المؤتمر البهائي السنوي للولايات المتحدة وكندا، وطلب البدء في التنفيذ المنهجي لرؤية عبد البهاء. وكتب في برقيته:
نداء إلى المندوبين المجتمعين للتأمل في النداء التاريخي الذي أطلقه عبد البهاء في ألواح الخطة الإلهية. حث على إجراء مناقشة جادة مع الجمعية الوطنية القادمة لضمان تحقيقها بشكل كامل. القرن الأول من العصر البهائي يقترب من نهايته. إن الإنسانية تدخل إلى المرحلة الأكثر خطورة في حياتها. فرص الساعة الحالية ثمينة بشكل لا يمكن تصوره. نسأل الله أن تتقبل كل ولاية في الجمهورية الأمريكية وكل جمهورية في القارة الأمريكية قبل نهاية هذا القرن المجيد نور دين بهاءالله وتضع الأساس الهيكلي لنظامه العالمي.
وبعد برقية الأول من مايو، جاءت برقية أخرى من شوقي أفندي في التاسع عشر من مايو تدعو إلى إنشاء رواد دائمين في جميع بلدان أمريكا اللاتينية. وقد عين المجلس الروحي الوطني البهائي للولايات المتحدة وكندا لجنة مشتركة بين الأمريكتين لتتولى مسؤولية الاستعدادات. خلال المؤتمر البهائي لأمريكا الشمالية عام 1937، أرسل شوقي أفندي برقية نصح فيها المؤتمر بإطالة مداولاتهم للسماح للمندوبين والجمعية الوطنية بالتشاور حول خطة من شأنها تمكين البهائيين من الذهاب إلى أمريكا اللاتينية بالإضافة إلى تضمين استكمال الهيكل الخارجي لبيت العبادة البهائي في ويلميت، إلينوي. في عام 1937، أعطت الخطة السبعية الأولى (1937-1944)، وهي خطة دولية صممها شوقي أفندي، البهائيين الأميركيين هدف إقامة الدين البهائي في كل دولة في أميركا اللاتينية. مع انتشار البهائيين الأميركيين في أميركا اللاتينية، بدأت المجتمعات البهائية والجمعيات الروحية المحلية بالتشكل في عام 1938 في بقية أنحاء أميركا اللاتينية.
كان ذلك في عام 1939  -1940 عندما بدأ الرواد الأوائل في الاستقرار في بنما. انتخبت أول جمعية روحية محلية في بنما، في مدينة بنما، في عام 1946، وساعدت في استضافة أول مؤتمر تعليمي لعموم أمريكا. كانت إحدى البهائيات من هذه الفترة المبكرة هي مابل أديل شنايدر (التي اعتنقت الديانة البهائية في عام 1946)، والتي عملت ممرضة في مستشفى جورجاس لمدة 30 عامًا ثم سافرت إلى جزر جيلبرت لسنوات عديدة. في عام 1946، قام البهائي الأمريكي ألفريد أوزبورن بتحويل أول مؤمن أصلي، وهو من شعب الكونا من بلايا تشيكو.
في يناير 1947 استضافت مدينة بنما المؤتمر الأول لدول شمال أمريكا اللاتينية لبناء وعي جديد بالوحدة بين البهائيين في أمريكا الوسطى والمكسيك وجزر الهند الغربية لتركيز الطاقات من أجل انتخاب جمعية وطنية إقليمية. وكان أعضاؤها هم جوزي أنطونيو بونيلا، ومارسيا ستيوارد، وناتاليا شافيز، وجيراردو فيجا، وأوسكار كاسترو. وبأثر رجعي، كان الهدف المعلن للجنة هو تسهيل التحول في توازن الأدوار من التوجيه في أمريكا الشمالية والتعاون في أمريكا اللاتينية إلى التوجيه في أمريكا الشمالية والتعاون في أمريكا اللاتينية. وكانت العملية جارية على قدم وساق بحلول عام 1950، وكان من المقرر تنفيذها حوالي عام 1953.
ثم دعا شوقي أفندي إلى عقد مؤتمرين دوليين في أبريل 1951؛ أحدهما عقد في مدينة بنما لغرض انتخاب جمعية روحية وطنية إقليمية  في المنطقة الوسطى من المكسيك وجزر الهند الغربية ومقرها في بنما وشهده ممثلو الجمعية الروحية الوطنية للبهائيين في الولايات المتحدة في شخص دوروثي بيتشر بيكر وهوراس هولي. حوالي عام 1953، كان للجمعيات البهائية المحلية في مدينة بنما وكولون مركز مجتمعي.
كان من بين البهائيين البارزين في هذه المرحلة المبكرة سيسيليا كينج بليك، التي اعتنقت الديانة البهائية في 20 أكتوبر 1957، وكانت رائدة في نيكاراجوا وكوستاريكا.

## تطوير
أقامت روث (ني يانسي)  وآلان برينجل أول حفل زفاف بهائي يتم الاعتراف به قانونيًا في بنما، وكان كلاهما عضوًا في الجمعية الروحية الوطنية  التي تشكلت في عام 1961. شغلت روث مناصب أخرى عديدة، وفي النهاية أصبحت مستشارة قارية. كان أعضاء الجمعية الروحية الوطنية في بنما عام 1963 هم هاري هاي أندرسون، وراشيل جين إي دي كونستانتي، وجيمس فاسال فيسي، وكينيث فريدريكس، وليوتا إي إم لوكمان، وألفريد إي إيه أوزبورن، وويليام آلان إتش برينجل، وروث إي يانسي برينجل، ودونالد روس ويتزل. بحلول عام 1963 كان هناك معتنقين للبهائية بين سيروبولو وغوايمي وكونا.
عُقدت ستة مؤتمرات في أكتوبر 1967 في جميع أنحاء العالم، وقد عرضت نسخة من صورة حضرة بهاء الله في المناسبة المهمة للغاية التي تحتفل بالذكرى المئوية لكتابة حضرة بهاء الله لسوري الملوك (لوح الملوك)، والذي وصفه شوقي أفندي بأنه "أعظم لوح كشف عنه حضرة بهاء الله". بعد اجتماع في أدرنة (أدرنة) بتركيا، سافرت أيادي الأمر إلى المؤتمرات، "كلٌّ منها يحمل أمانةً ثمينة، صورةً للجمال المبارك، والتي سيكون من شرف الحاضرين في المؤتمرات رؤيتها". نقلت يد الأمر روحية خانوم هذه الصورة إلى مؤتمر أمريكا اللاتينية في بنما. خلال هذا الحدث تم وضع حجر الأساس لبيت العبادة البهائي القادم لأمريكا اللاتينية.

## المجتمع الحديث
منذ نشأتها، كان للدين دور في التنمية الاجتماعية والاقتصادية بدءًا من منح المزيد من الحرية للنساء، وترويج تعليم الإناث باعتباره أولوية، وقد تم التعبير عن هذه المشاركة عمليًا من خلال إنشاء المدارس والتعاونيات الزراعية والعيادات. وقد تم اختيار البهائيين في بنما كأحد مواقع بيوت العبادة البهائية. ودخل الدين مرحلة جديدة من النشاط في جميع أنحاء العالم عندما صدرت رسالة من بيت العدل الأعظم بتاريخ 20 أكتوبر 1983. وحث البهائيين على البحث عن طرق متوافقة مع التعاليم البهائية، والتي يمكنهم من خلالها المشاركة في التنمية الاجتماعية والاقتصادية للمجتمعات التي يعيشون فيها. في عام 1979، كان هناك 129 مشروعًا بهائيًا للتنمية الاجتماعية والاقتصادية معترفًا بها رسميًا في جميع أنحاء العالم. وبحلول عام 1987، ارتفع عدد مشاريع التنمية المعترف بها رسميا إلى 1482 مشروعا. لقد شرع البهائيون في بنما في عدد من المشاريع. لاحظت الحكومة البنمية أنشطة البهائيين وأصدرت مجموعة متنوعة من المنتجات البريدية بدءًا من عام 1983 ومرة أخرى في عام 1992 - طابع بريدي والعديد من القرطاسية  وأصبح البهائيون البنميون نشطين في عدد من القضايا بين المناطق الفقيرة في بنما - ولا سيما بنما ومقاطعات تشيريكي / نغوبي بوجلي وكذلك بين الشعوب الأصلية.

### بيت العبادة البهائي
تم افتتاح معبد البهائيين في مدينة بنما عام 1972 من قبل أيادي القضية روحية خانوم وأوغو جياتشيري وذكر الله خادم ممثلين  لبيت العدل الأعظم، رئيس الدين بعد وفاة شوقي أفندي. وهو بمثابة المعبد الأم لأمريكا اللاتينية. يقع على تلة عالية، la montaña del Dulce Canto ("جبل الغناء الجميل")، ويطل على المدينة، وهو مبني من الحجر المحلي الموضوع في نمط يذكرنا بتصاميم الأقمشة الأمريكية الأصلية. القراءات باللغتين الإسبانية والإنجليزية متاحة للزوار. ومع ذلك، يتم تجريف الجبل من خلال استخراج الصخور والتربة لاستخدامها في البناء الآخر.

### الجهود المبذولة بين الغوايمي
يعود تاريخ أول مجتمع بهائي غوايمي إلى ستينيات القرن العشرين، ومنذ ثمانينيات القرن العشرين، بدأت العديد من المشاريع وتطورت في تلك المجتمعات. بعد أن نمت الديانة بين شعب غوايمي، قاموا بدورهم بتقديم الخدمة في عامي 1985 و1986 من خلال مشروع "كامينو ديل سول" الذي شمل البهائيين الغوايميين الأصليين في بنما الذين سافروا مع الناطقين الأصليين باللغة الكاريبية الفنزويلية والبهائيين الغواخيريين عبر ولايات بوليفار والأمازون وزوليا الفنزويلية لمشاركة دينهم. تم بناء المركز الثقافي البهائي الغوايمي في منطقة تشيريكي (التي تم تقسيمها في عام 1997 لإنشاء منطقة نغوبي بوجلي) وتم استخدامها كمقر لجهود محو الأمية التي تبذلها وزارة التعليم البنمية في الثمانينيات. أقامت الجماعة البهائية بالتعاون مع وزارة التعليم البنمية ندوة لمدة يومين حول محو الأمية في مدينة بنما ابتداءً من 23 أبريل 1990. طُلب من البهائيين تحديدًا التحدث عن "الصفات الروحية" و"العناصر العالمية الأساسية في التعليم". وطلب وزير التعليم من البهائيين عرض مشاريعهم في مجال محو الأمية على وزارة التعليم، دعمًا للسنة الدولية لمحو الأمية - 1990. قام البهائيون بإنشاء العديد من المدارس الرسمية والقروية في جميع أنحاء المنطقة ومشروع إذاعة مجتمعية.

#### إذاعة البهائية
إذاعة البهائية هي محطة بث AM من بوكا ديل مونتي  مع برامج وأخبار باللغة الأم الغوايمية، نغابيري، مما يؤدي إلى الحفاظ على فائدة اللغة وفي سرد القصص وتغطية القضايا لدعم التقاليد والثقافة الغوايمية.

#### المدارس
في القرى النائية التي يسكنها السكان الأصليون في بنما (بعضها يتطلب ثلاث ساعات بالحافلة، وثلاث ساعات بالقارب، ثم ثلاث ساعات سيرًا على الأقدام، وهي رحلة تتم مرتين في الأسبوع) يدير متطوعو البهائيين عشر مدارس ابتدائية حيث لا توفر الحكومة إمكانية الوصول إلى المدرسة. وفي وقت لاحق، تم توفير راتب فونديسكو  بقيمة 50 دولارًا شهريًا لـ 13 مدرسًا، وأضافت وزارة التعليم أموالًا للمعلم الرابع عشر. وباعتبارهم مزارعين يعتمدون على الكفاف، فإن القرويين ليس لديهم المال أو الطعام لتقديمه. وبدلاً من ذلك، يتناوبون على توفير الحطب لمطبخ خارجي أو بناء ملاجئ صغيرة ذات إطارات خشبية وألواح من الزنك المموج ومنصة خشبية ضيقة للسرير. المعلمون والإداريون لا يسعون إلى تحويل الطلاب. بعض سكان القرية من البهائيين، وبعضهم من الكاثوليك، وبعضهم من الإنجيليين، وبعضهم يتبعون ديانة ماما تاتا الأصلية. وفي المجمل، فإن حوالي نصف الطلاب هم من البهائيين (حوالي 150). مع ذلك، يتضمن البرنامج جانبًا أخلاقيًا قويًا، بما في ذلك درس أسبوعي عن "الفضائل والقيم". على مر السنين، قُدِّم بعض التدريب للمعلمين، لكن الكثير منهم لم يُكملوا الصف الثاني عشر، بمن فيهم بعض النساء اللواتي واجهن صعوبات في الحصول على هذا القدر من التعليم.
ومن بين المدارس الرسمية التي أنشئت هناك:
- مدرسة البهائية الابتدائية في سولوي والتي كانت في طور التسجيل لدى وزارة التعليم اعتبارًا من عام 2007.[41]
- مدرسة موليخون الثانوية [42] والتي تم تسجيلها لدى وزارة التعليم في مارس 2007.[41]
- مركز سولوي للتكنولوجيا والتعلم المجتمعي [43]
- جامعة نغوبي بوجلي [44] والتي بدأت في تقديم الدروس وكانت تعمل على الحصول على الاعتماد من جامعة بنما في عام 2006.[45][46]

### الجهود المبذولة بين الكونا والإمبيرا
في مقاطعة بنما، أنشأ البهائيون مدرسة مستوحاة من البهائية في سان ميغيلتو، وهي مدينة تعاني من الفقر على نطاق واسع، ويسكنها سكان أصليون من شعبي إمبيرا وكونا.

#### مدرسة K-12
تأسست مدرسة بادي في عام 1993 وبدأت كروضة أطفال تضم 12 طالبًا. في عام 2007، كان هناك 290 طالبًا يخدمون في المرحلة الابتدائية والثانوية، مع قائمة انتظار تضم 1500 طالب، وحصل ستة من أول سبعة خريجين على أعلى الدرجات في امتحان القبول بجامعة بنما وتم قبولهم بمنح دراسية كاملة لمدة أربع سنوات. كما قامت مدرسة بادي أيضًا بتطوير مكتبة مجتمعية مكونة من طابقين، وأضافت فصلًا دراسيًا ومختبرًا للكمبيوتر في عام 2006.

#### تطوير البرامج الجامعية
تسعى مدرسة بادي إلى توسيع خدماتها لتشمل منح درجات جامعية. تم الانتهاء من بعض مستويات التسجيل في يونيو 2007. يتم السعي للحصول على اعتماد إضافي كبرنامج جامعي في عام 2008  ولكن بالفعل كان هناك طلاب يأخذون عملاً جامعيًا، من بينهم الفنانة التجارية جيسيكا ميزراحي دياز.

## التركيبة السكانية
يقدر مجلس الكنائس العالمي عدد السكان البهائيين بنحو 2.00%، أو حوالي 60 ألفًا في عام 2006. قدرت جمعية أرشيفات بيانات الأديان أن عدد البهائيين بلغ حوالي 41000 في عام 2005. إنها أكبر أقلية دينية في بنما. هناك تقديرات تشير إلى وجود حوالي 8000 من البهائيين الغوايميين، أي حوالي 10% من سكان الغوايمي في بنما.

## روابط خارجية
- الموقع الرسمي لـ Asamblea Espiritual Nacional de los Bahais de Panamá
- مترو Agrupación Panamá - المعهد البهائي في بنما. الموقع الرسمي لمعهد بنما روحي الوطني
- الموقع الرسمي لجامعة Ngäbe-Bukle[وصلة مكسورة]
- الموقع الرسمي لمدرسة البديع